# Sefer Bahir
Sefer HaBahir (em hebraico: סֵפֶר הַבָּהִיר; AFI: [ˈsefɛʁ ˌhabbaˈhiʁ];  "O Livro Brilhante") ou Bahir é um trabalho místico anônimo, atribuído a um sábio rabino Nehunya ben HaKanah do século I (um contemporâneo de Yochanan ben Zakai) porque começa com as palavras, "R. Nehunya ben HaKanah disse". Também é conhecido como Midrash do Rabbi Nehunya ben HaKanah מִדְרָשׁ רַבִּי נְחוּנְיָא בֶּן הַקָּנָה.
É um trabalho inicial de misticismo judaico esotérico que acabou se tornando conhecido como Cabalá. A obra é considerada pelos estudiosos como pseudepigráfica, escrita em Provença no final do século XII ou início do século XIII.

#### Título
Ramban em seu comentário sobre o Torá, (Gênesis 1) é um dos primeiros a citar o trabalho sob o título Midrash R. Nehunya ben HaKanah. ("R. Nehunya ben HaKanah disse," a sentença de abertura)
Entre os cabalistas medievais, ficou conhecido como Sefer HaBahir, retirado do seu comentário de abertura, "Um versículo diz: 'E agora os homens não veem a luz que é brilhante (bahir) nos céus; etc...'" (Jó 37:21).

#### Autoria
Os cabalistas atribuíram a autoria do Bahir ao R. Nehunya, um rabbi da Era Mishnaica, que viveu por volta de 100 EC. Os cabalistas medievais escrevem que o Bahir não chegou até eles como um livro unificado, mas sim em pedaços encontrados em pergaminhos e folhetos espalhados. A natureza fragmentada e fragmentária do texto Bahir'', que algumas vezes termina a discussão no meio da frase, e que frequentemente salta aleatoriamente de um tópico para outro, apóia essa afirmação.
O estudo crítico histórico deste livro aponta para uma data posterior de composição. Por algum tempo, os estudiosos acreditavam que ele foi escrito no século XIII por Isaac, o Cego, ou por aqueles em sua escola. A primeira frase, "E agora os homens não veem a luz que é brilhante nos céus" (Jó 37:21), sendo isolado, e não tendo conexão com o que se segue, foi tomada para ser uma alusão à cegueira de seu autor. No entanto, estudiosos modernos da Cabalá afirmam que pelo menos parte do Bahir foi uma adaptação de um trabalho mais antigo, o Sefer Raza Rabba. Este livro mais antigo é mencionado em algumas das obras do Gueonim; no entanto, nenhuma cópia completa do Sefer Raza Rabba ainda existe. No entanto, citações deste livro ainda podem ser encontradas em alguns trabalhos mais antigos. O erudito Ronit Meroz argumenta que elementos no Bahir datam da Babilônia do século X, como foi testemunhado pela aceitação do sistema babilônico de vogais, que mais tarde caiu em desuso, enquanto outros elementos foram escritos. na Provença do século XII.
Muitos estudiosos da Cabalá afirmam que o Bahir acrescenta elementos gnósticos ao trabalho mais antigo. A questão de quanto gnosticismo tem influenciado a Cabalá é um dos principais temas da pesquisa moderna sobre a Cabalá, veja os trabalhos de Gershom Scholem e Moshe Idel para mais informações.
Há uma afinidade impressionante entre o simbolismo do Sefer HaBahir, por um lado, e as especulações dos gnósticos, e a teoria dos "aeons," por outro. O problema fundamental no estudo do livro é: essa afinidade baseada em um elo histórico ainda desconhecido entre o gnosticismo da era mishnaica e talmúdica e as fontes das quais o material do Sefer HaBahir é derivado? Ou deveria ser visto como um fenômeno puramente psicológico, isto é, como um ressurgimento espontâneo das profundezas da imaginação da alma, sem qualquer continuidade histórica?
Bahir, Encyclopedia Judaica, Keter Publishing

#### História
- Os Cabalistas acreditam que a tradição oral do Bahir remonta ao século I. Segundo eles, é possível que alguns manuscritos secretos existissem antes da publicação no século XII.
- c. 1174 - O Bahir foi publicado pela escola Cabalista de Provença e foi circulado por uma audiência limitada em forma de manuscrito.
- 1331 - Abertura de comentário sobre a Bahir foi escrito por Rabbi Meir ben Shalom Abi-Sahula, um discípulo de Shlomo ben Aderet (Rashba), e é publicado anonimamente sob o título Ohr HaGanuz.
- Fim do século XV - O Bahir é traduzido para o Latim por Flávio Mitrídates mas esta tradução é prolixa e não é útil.
- 1651 - O Bahir foi publicado em Amsterdã together with Mayan HaChakhmah in printed form.
- 1706 - O Bahir foi publicado em Berlim junto com Mayan HaChakhmah.
- 1784 - O Bahir foi publicado em Sklav e Koretz.
- 1800 - O Bahir foi publicado em Lvov.
- 1830 - O Bahir foi publicado em Lvov.
- 1849 - O Bahir foi publicado em lugar desconhecido como parte de Chamishah Chumshey Kabbalah.
- 1865 - O Bahir foi publicado em Lvov.
- 1883 - O Bahir foi publicado em Vilna.
- 1913 - O Bahir foi publicado em Vilna.
- 1923 - A tradução alemã é publicada por Gershom Scholem.
- 1951 - O Bahir foi publicado em Jerusalém.
- 1979 - A tradução inglesa foi publicada pelo Rabbi Aryeh Kaplan.[5]
- 1980 - A tradução latina (Guillaume Postel's) foi publicada por Francois Secret.
- 1994 - Texto em hebraico foi publicado a partir dos manuscritos de Daniel Abrams.
- 2005 - Foi publicada a tradução latina (Flavius Mithridates') juntamente com uma edição crítica do texto hebraico, por Saverio Campanini.

O cabalista do século XIII, rabbi Isaac HaKohen, relata que o Sefer HaBahir "veio da Terra de Israel para os primeiros pietistas, os sábios de Asquenazes, os cabalistas da Alemanha e de lá para os primeiros sábios da Provença que perseguem todos os tipos de escritos (registros de) sabedoria, aqueles que conhecem o divino, o conhecimento supernal, mas eles viram apenas parte do livro e não tudo dele, porque eles não o viam em sua totalidade, em sua forma completa."
Várias camadas literárias distintas podem ser distinguidas no Sefer Bahir – algumas escritas no Oriente no final do século IX ou no início do século X, e algumas na Provença do século XII. O uso do sistema de gramática e vocalização babilônico do Livro Bahir (que também reflete uma pronúncia diferente e foi amplamente utilizado em todo o Oriente) prova decisivamente a existência de uma camada oriental. A vocalização babilônica, em oposição à tiberiana usada no hebraico até hoje, é principalmente superior (isto é, marcada acima das letras) e é caracterizada, entre outras propriedades, pelo segol sendo pronunciado como patah. Somente se o Sefer Bahir fosse escrito em uma região na qual o sistema babilônico estava em uso a alegação de que "o Senhor colocou um patah acima (uma carta) e um segol abaixo" seja significativo. O patah é superior de acordo com o sistema de vocalização babilônico, enquanto o segol é menor de acordo com o sistema tiberiano. Somente de acordo com o sistema babilônico é possível pronunciar essa combinação de vogais ao mesmo tempo, já que ambas têm a mesma pronúncia (o u curto).
O uso do sistema de vocalização babilônico para simbolizar o Santo é evidência da data de composição da passagem: No início do século X, surgiu um debate entre comunidades judaicas sobre o qual o sistema gramatical mais fielmente representava a Torá; em outras palavras, como foi pronunciado quando foi dado a Moisés no Monte Sinai? Esse debate terminou com a vitória do sistema tiberiano e com o entendimento de que o sistema babilônico refletia uma influência estrangeira na língua hebraica. Depois disso, não se pode mais empregá-lo como um instrumento simbólico apropriado para O Santo. Assim, a camada babilônica deve ter sido escrita antes que este debate fosse concluído.

#### Conteúdo
O Bahir assume a forma de um exegético midrash nos primeiros capítulos do Gênesis. Está dividido em sessenta parágrafos curtos ou cento e quarenta passagens, e está na forma de um diálogo entre mestre e discípulos.
Os personagens principais são "R. Amora" (ou "Amorai"), e "R. Rahamai" (ou "Rehumai"). Algumas declarações do livro são atribuídas a R. Berechiah, R. Johanan e R. Bun, rabinos mencionados na literatura midrashica posterior.
O Bahir contém comentários explicando o significado místico dos versos bíblicos; o significado místico das formas das letras hebraicas; o significado místico dos sinais de cantilação e pontos vocálicos nas letras; o significado místico das declarações no Sefer Yetzirah ("Livro da Criação"); e o uso de nomes sagrados em magia.
Há duzentos parágrafos semelhantes a aforismos. Cada parágrafo usa referências da Torá para expandir sua apresentação. Como em todos os textos cabalísticos, os significados são altamente simbólicos e sujeitos a inúmeras oportunidades de interpretação. Uma analogia comum é usada por toda parte. Um rei, Seus servos, Sua filha e Seus jardins São todos usados para explicar Um significado, primeiro da Torá e depois, em geral, do tópico principal do texto. Os parágrafos se referem uns aos outros em segmentos e são divididos em cinco seções na tradução Aryeh Kaplan. Essas seções são agrupadas livremente, mas elas ficam mais ou menos dentro dos temas subjacentes dados pelo título.

##### Seções
- A seção 1 (v.1-16) consiste em comentários sobre os primeiros versículos de Gênesis ou da História da Criação.

- A seção 2 (v. 17-44) fala sobre o Alef-Bet ou o alfabeto hebraico e se inspira no Sefer Yetzirá, que liga essas letras da criação ao misticismo geral apresentado na Torá.

- Section 3 (v. 45-122) diz respeito às Sete Vozes e às  Sefirot.

- Section 4 (v. 124-193) está agrupada sob o título da seção de Dez Sefirot.

- Section 5 (v. 193-200) completa o discurso e é chamada de Mistérios da Alma.

##### Sefirot
A palavra hebraica "sefirot" foi descrita pela primeira vez no Sefer Yetzirá como correspondendo aos dez números básicos, e não possuía o significado que os cabalistas posteriores deram a ela. É no Bahir que encontramos a primeira discussão do conceito cabalístico de Sefirot como atributos e poderes divinos que emanam de Deus.
“Por que eles são chamados de סְפִירוֹת (sefirot)? Porque está escrito: "Os céus declaram ("mesapperim - מספרים"), glória de Deus "(Salmos 19: 1)" (Bahir §125 [Margaliot]).

##### Criação do universo
O mundo, de acordo com o Bahir, não é o produto de um ato de criação. Como Deus, este livro existiu desde toda a eternidade, não apenas na potencialidade, mas na atualidade; e a Criação consistia meramente na aparência daquilo que estava latente na primeira "Sefirá," "Or HaGanuz," ou, como é chamado, "Keter 'Elyon", que emanava de Deus.
Esta Sefirá deu à luz Hokmá (Sabedoria), da qual emanou "Biná" (Inteligência). Destas três, que são as "Sefirot" superiores, e dos princípios primários do universo, emanaram, um após o outro, as sete Sefirot inferiores das quais todos os seres materiais são formados. Todas as dez Sefirot estão ligadas umas às outras e cada uma delas tem uma qualidade ativa e passiva—emanando e recebendo. E o fluxo de uma Sefirá para a outra é simbolizado na forma das letras do alfabeto hebraico. Assim, o gimel (ג), com a forma de um tubo aberto em cada extremidade, representa uma Sefirá, que recebe força em uma extremidade e a descarrega na outra. As dez Sefirot são a energia de Deus, as formas nas quais o Seu ser se manifesta.

##### Reencarnação
O Bahir adota o conceito de reencarnação para resolver a questão de por que os justos podem sofrer neste mundo, enquanto os ímpios podem ser prósperos: "Os justos podem ter sido iníquos em suas vidas anteriores, e os perverso justo."

#### Edições e comentários
Um dos manuscritos mais precisos da forma final do Sefer Bahir foi escrito em 1331 por Meir ben Solomon Abi-Sahula; seu comentário sobre o Bahir foi anonimamente publicado como Ohr HaGanuz, "A luz escondida".
Foi traduzido para o alemão por Gershom Scholem (1923) e para o inglês por Aryeh Kaplan.
Recentemente, foi criticamente editada por Saverio Campanini. Veja  O Livro do Bahir. A tradução latina de Flavius Mithridates, o texto hebraico e uma versão em inglês , editada por Saverio Campanini com um prefácio de Giulio Busi, Turim, Nino Aragno Editore 2005.